# NGC 7333
NGC 7333 est une étoile double située dans la constellation de Pégase,. L'astronome suédois Herman Schultz (en) a enregistré la position de celle-ci le 20 septembre 1865.
À la position de cette paire, on ne voit qu'une tache lumineuse floue. Aucune des sources consultées ne mentionne s'il s'agit d'un système binaire ou d'une double optique.